# Lutaci Cercó
Els Lutaci Cercó (en llatí: Lutatius Cerco) foren una branca de la gens Lutàcia, una família d'origen plebeu. Varen ser una família de relativa importància els segles iii i ii aC, amb membres que ocuparen el consolat i altres magistratures rellevants.
Es coneixen els personatges següents:
- Quint Lutaci Cercó, cònsol el 241 aC, germà de Gai Lutaci Càtul
- Gneu Lutaci Cercó, ambaixador a Macedònia el 173 aC, net de l'anterior
- Gneu Lutaci Cercó, senador del qual no es coneix que exercís cap magistratura, fill de l'anterior[3]
- Quint Lutaci Cercó, questor el 109 o 108 aC, va batre moneda en aquesta mateixa data.[4]